# Velocità di regime
Si definisce velocità di regime, la velocità che un corpo in movimento immerso in un fluido acquista quando la forza a cui il corpo è soggetto equivale, in modulo (stessa direzione, ma verso opposto), alla forza di attrito viscoso esercitata dal fluido. In termini matematici:
{\displaystyle \mathbf {f} =-\eta K\mathbf {v} }
dove f è la forza d'attrito viscoso, η è il coefficiente di attrito interno o di viscosità, K è una lunghezza che caratterizza il corpo che si muove alla velocità v. Definito un sistema di riferimento in cui la velocità del corpo assume verso positivo, il segno - (meno) indica che la forza si oppone al moto.
Per una sferetta di raggio r, la lunghezza caratteristica K, data dalla legge di Stokes, è K = 6 π r.

## Esempio
Per chiarire meglio il concetto di velocità di regime, si vuole proporre il seguente esempio:
- Un corpo è in caduta libera in un fluido. Determinare la sua velocità di regime.

In accordo con il secondo principio della dinamica, e con le condizioni dell'equilibrio dinamico, sussiste, per un corpo che si muove con velocità costante, la seguente relazione:
{\displaystyle \sum \mathbf {F} =0}
Le forze applicate al corpo in caduta libera sono il suo peso, la spinta di Archimede (qualora non fosse trascurabile) e la forza di attrito viscoso. Per l'equilibrio si ha che:
{\displaystyle \mathbf {P} +\mathbf {S} +\mathbf {f} =0}
dove P è il peso del corpo e S la spinta di Archimede. Sommando i moduli delle forze (le forze considerate hanno tutte la stessa direzione), si ha:
{\displaystyle mg=\eta Kv+\rho gV}
con:
- m massa del corpo;
- ρ densità del fluido;
- V volume del corpo o del liquido spostato.

Dalla formula precedente si può, in definitiva, ricavare la velocità di regime, che risulta essere:
{\displaystyle v={\frac {g(m-\rho V)}{\eta K}}}
o, qualora fosse nota la massa di fluido mfl spostata:
{\displaystyle v={\frac {g(m-m_{\text{fl}})}{\eta K}}}
Il fenomeno fisico appena enunciato è anche sfruttato, ad esempio, dai paracadutisti, i quali, ad un certo istante (qualche secondo dall'inizio della caduta) raggiungono una velocità di regime, che consente una discesa a velocità costante.

## Approfondimenti
Negli approfondimenti viene trattato il caso particolare di un corpo in caduta libera in un fluido, soggetto a spinte di Archimede trascurabili. Si determinerà la velocità come funzione del tempo e il tempo discreto, oltre il quale gli incrementi di velocità sono strascurabili; si passerà in seguito a determinare l'accelerazione come funzione del tempo e la legge e il diagramma orario del suddetto moto.

### Velocità e Tempo
La velocità di regime, però, rappresenta solo un valore-limite. Infatti, la velocità di un corpo in movimento in un fluido raggiunge una velocità solo prossima a quella di regime, in un tempo oltre il quale ulteriori incrementi di velocità sono trascurabili.
Al fine di determinare la relazione tra la velocità e il tempo, si può impostare, per un corpo in caduta libera in un fluido e soggetto ad una spinta di Archimede trascurabile, la seguente uguaglianza:
{\displaystyle ma=mg-\eta Kv}
che può anche essere scritta come:
{\displaystyle m{\frac {\operatorname {d} v}{\operatorname {d} t}}=mg-\eta Kv}
da cui si ricava, risolvendo:
{\displaystyle v(t)=v_{0}\exp \left(-{\frac {t}{\tau }}\right)+g\tau \left[1-\exp \left(-{\frac {t}{\tau }}\right)\right]}
in cui v0 è la velocità iniziale considerata positiva se concorde a g, cioè verso il basso. τ rappresenta il tempo discreto oltre il quale gli incrementi di velocità sono minimi, e trascurabili oltre 4 τ. Questo valore può essere ricavato da:
{\displaystyle \tau ={\frac {m}{\eta K}}}
Si può facilmente notare come, per tempi abbastanza lunghi o, al limite, tendenti all'infinito, la velocità acquisita dal corpo coincida con la velocità di regime g τ.

### Accelerazione
Per un corpo in caduta libera in un fluido, soggetto a spinte di Archimede nulle, oltre a variare la velocità, varia anche l'accelerazione. Ciò è testimoniato dal fatto che, una volta raggiunta, la velocità di regime si mantiene costante nel tempo.
Dopo aver trovato la relazione che lega velocità e tempo, si può facilmente determinare la relazione che intercorre tra l'accelerazione e il tempo. Essa non è altro che la derivata della velocità:
{\displaystyle a(t)={\dot {v}}(t)={\frac {\operatorname {d} }{\operatorname {d} t}}\left\{v_{0}\exp \left(-{\frac {t}{\tau }}\right)+g\tau \left[1-\exp \left(-{\frac {t}{\tau }}\right)\right]\right\}}
la cui soluzione è:
{\displaystyle a(t)=-{\frac {v_{0}}{\tau }}\exp \left(-{\frac {t}{\tau }}\right)+g\exp \left(-{\frac {t}{\tau }}\right)}

### Legge Oraria
La legge oraria per un corpo in caduta libera in un fluido, soggetto a spinte di Archimede nulle, rappresenta la variazione della posizione, o meglio, dell'altezza, in relazione al tempo. Per definizione di velocità, si ha:
{\displaystyle v(t)={\frac {\operatorname {d} s}{\operatorname {d} t}}}
Per la precedente si ha dunque:
{\displaystyle s(t)=s_{0}+\int _{0}^{t}v(t)dt=\int _{0}^{t}\left\{v_{0}\exp \left(-{\frac {t}{\tau }}\right)+g\tau \left[1-\exp \left(-{\frac {t}{\tau }}\right)\right]\right\}dt}
la cui soluzione è:
{\displaystyle s(t)=s_{0}+v_{0}\tau \left[1-\exp \left(-{\frac {t}{\tau }}\right)\right]+g\tau \left\{t-\tau \left[1-\exp \left(-{\frac {t}{\tau }}\right)\right]\right\}}
In verità, quest'ultima rappresenta lo spazio percorso in funzione del tempo. Se è nota l'altezza dalla quale cade il corpo, si può determinare l'altezza semplicemente sottranendo dalla quota nota lo spazio percorso:
{\displaystyle \,h(t)=h_{0}-s(t)}
La soluzione di quest'ultima equazione (h(t)) è il tempo t* nel quale il corpo raggiunge la quota 0: h(t*) = 0.